# Milburn Stone

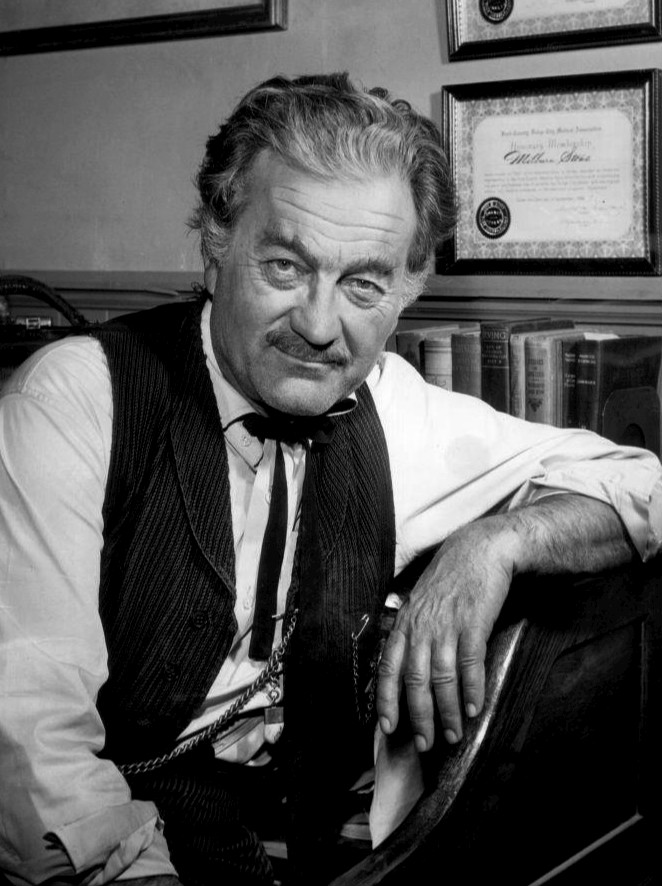
Milburn Stone, 1959.

Milburn Stone, född 5 juli 1904 i Burrton i Kansas, död 12 juni 1980, var en amerikansk skådespelare. Hans mesta kända roll kom att bli som "Doc" i serien Krutrök. Han spelade rollen i runt 600 avsnitt åren 1955-1975.
Han medverkade även i över 160 andra filmer och TV-serier.
Han har tilldelats en stjärna för filminsatser på Hollywood Walk of Fame vid adress 6823 Hollywood Blvd.

## Filmografi, urval
- 1940 – Colorado
- 1942 – Skörda i den vilda stormen
- 1944 – Bedragaren
- 1950 – Gift med en död man
- 1951 – Polisspärr
- 1953 – Ficktjuven
- 1954 – Black Tuesday
- 1955 – Den vita fjädern